# Biernik Włościański
Biernik Włościański – nazwa zniesiona, wieś w Polsce położona w województwie mazowieckim, w powiecie żyrardowskim, w gminie Puszcza Mariańska.
Nazwę zniesiono w 1996 r. łącząc miejscowości Biernik Towarzystwo i Biernik Włościański w jedną o nazwie Biernik, obejmuje północny obszar Biernika. Nazwa Biernik Włościański zachowała się nadal dla obrębu ewidencyjnego obejmującego te obszary.